# IPod shuffle

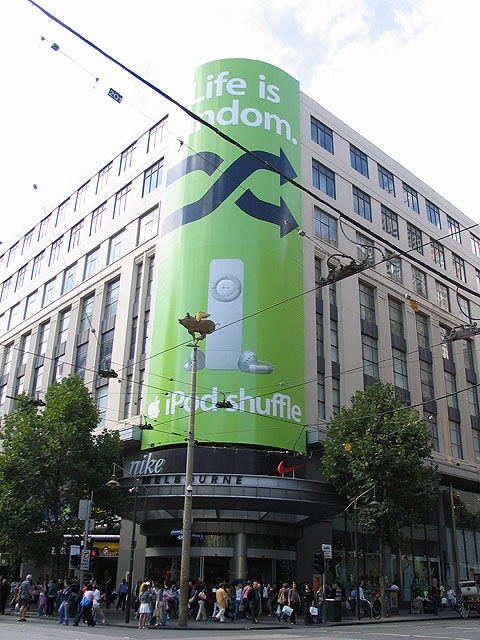
Life is Random, publicité à Melbourne.

Vous lisez un « bon article » labellisé en 2009.
L'iPod shuffle est un baladeur numérique à mémoire flash conçu et commercialisé par Apple de 2005 à 2017. Il s'agit du modèle d'entrée de gamme dans la famille des iPod.
L'iPod shuffle a été présenté pour la première fois lors de la Macworld Conference & Expo le 11 janvier 2005 avec le slogan « Life is random » (« Délice du hasard » et « Laissez une chance au hasard » en français,). Son nom shuffle lui vient de sa fonction phare, la lecture aléatoire, « shuffle » en anglais.
À sa sortie, l'iPod shuffle était le premier iPod à être équipé de mémoire flash à la place d'un disque dur.

## Historique

### Première génération

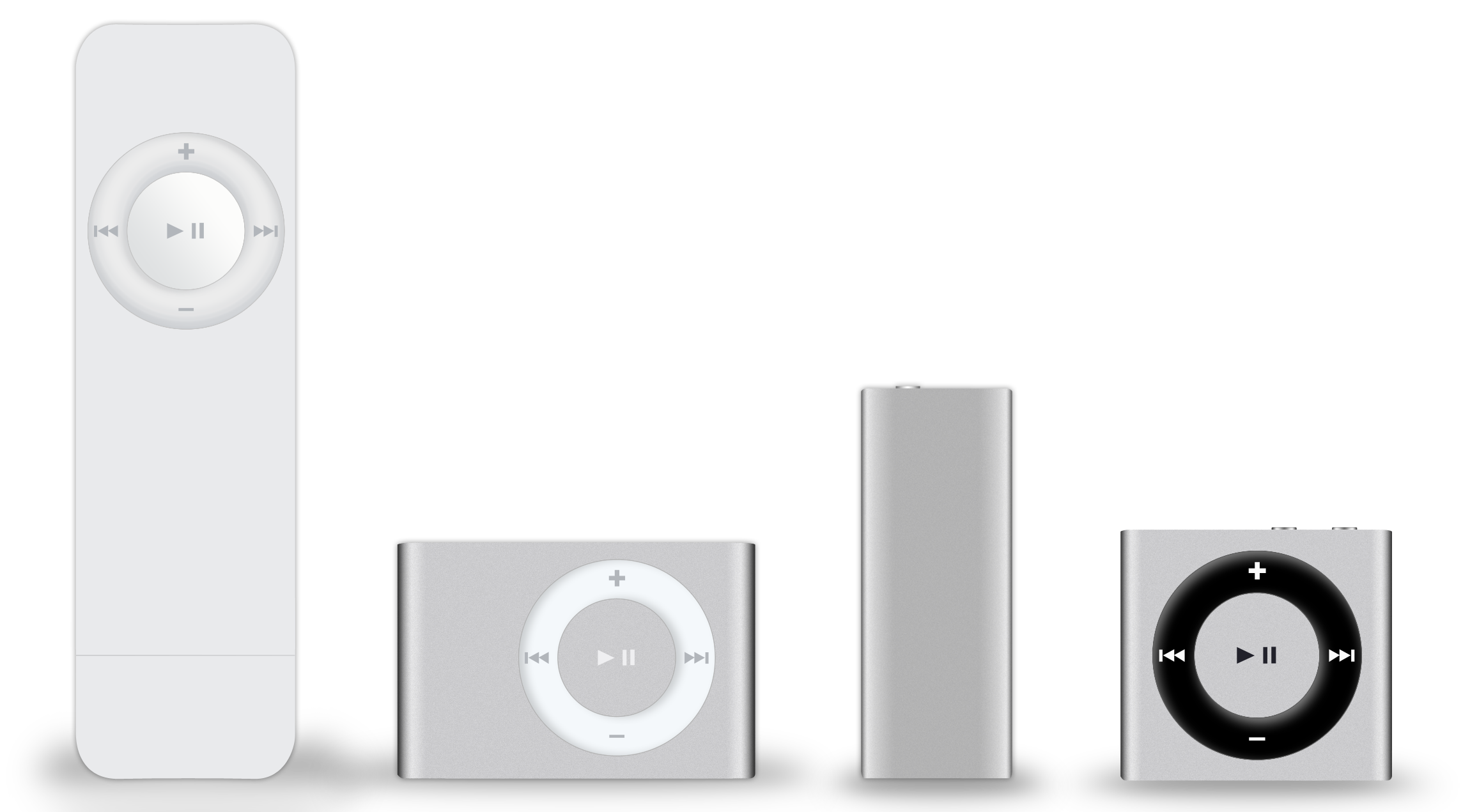
Les quatre premières générations d'iPod shuffle.

Le 11 janvier 2005, lors de la Keynote d'ouverture de la Macworld Conference & Expo se tenant à San Francisco, le CEO d'Apple, Steve Jobs présente en one more thing l'iPod shuffle. Il s'agit du premier iPod à mémoire flash et il est le plus compact de la famille. Il est proposé dès sa sortie en deux versions, 512 Mo ou 1 Go. Contrairement aux autres modèles de la gamme, il ne possède pas d'écran, mais son faible prix relatif et son type de mémoire, moins enclin aux pannes que les modèles à disque dur, lui confèrent des atouts de taille, permettant à Apple d'entrer sur le marché des baladeurs numériques à mémoire flash, un créneau déjà très en vogue notamment sur les marchés asiatiques et européens, où les constructeurs comme SanDisk ou Creative sont déjà très présents.
Le fonctionnement de l'iPod shuffle est réduit à l'essentiel, ce qui le rend particulièrement facile d'utilisation pour un néophyte. L'interface homme-machine reprend les principes utilisés sur iPod classic et iPod mini avec un bouton central lecture/pause autour duquel sont disposés sur un anneau quatre autres boutons. Seule différence notable, la molette tactile disparaît. Seuls persistent les quatre boutons sur l'anneau, permettant à l'utilisateur d'augmenter ou de diminuer le volume ainsi que de lire les pistes suivantes ou précédentes. La nouveauté qui a fait son apparition sur l'iPod shuffle, l'interrupteur, permet de sélectionner le mode de lecture qui est soit continu, soit aléatoire.
Lors de leur lancement, les modèles 512 Mo et 1 Go coûtaient respectivement 99 $ et 149 $ aux États-Unis. Selon des analystes pour le modèle 512 Mo, les deux tiers des coûts de fabrication seraient concentrés dans le prix de la puce mémoire (37,5 $). Avec un coût de fabrication qui tournerait autour de 59 $ et un prix avoisinant les 100 $, Apple ferait 40 % de marge sur chaque appareil vendu en Apple Store. Le prix des puces mémoire ayant tendance à diminuer (moins notable pour le reste des composants), la marge serait rapidement portée à 46 % dans les mois qui suivent son lancement. En septembre 2005, une seconde analyse porte à 55 % la marge réalisée par Apple sur chaque iPod shuffle 1 Go de première génération vendu. Après une baisse des parts de marché de l'iPod shuffle secondaire à un prix qui est resté identique depuis six mois et d'une concurrence qui se développe,, Apple décide le 28 juin 2005 de baisser le prix de ses iPod shuffle 1 Go. Ils passent de 149 $ à 129 $ aux États-Unis. En février 2006 s'ensuit une nouvelle baisse qui concerne les modèles 512 Mo et 1 Go cette fois, qui passent respectivement à 79 et 109 $.

### Deuxième génération

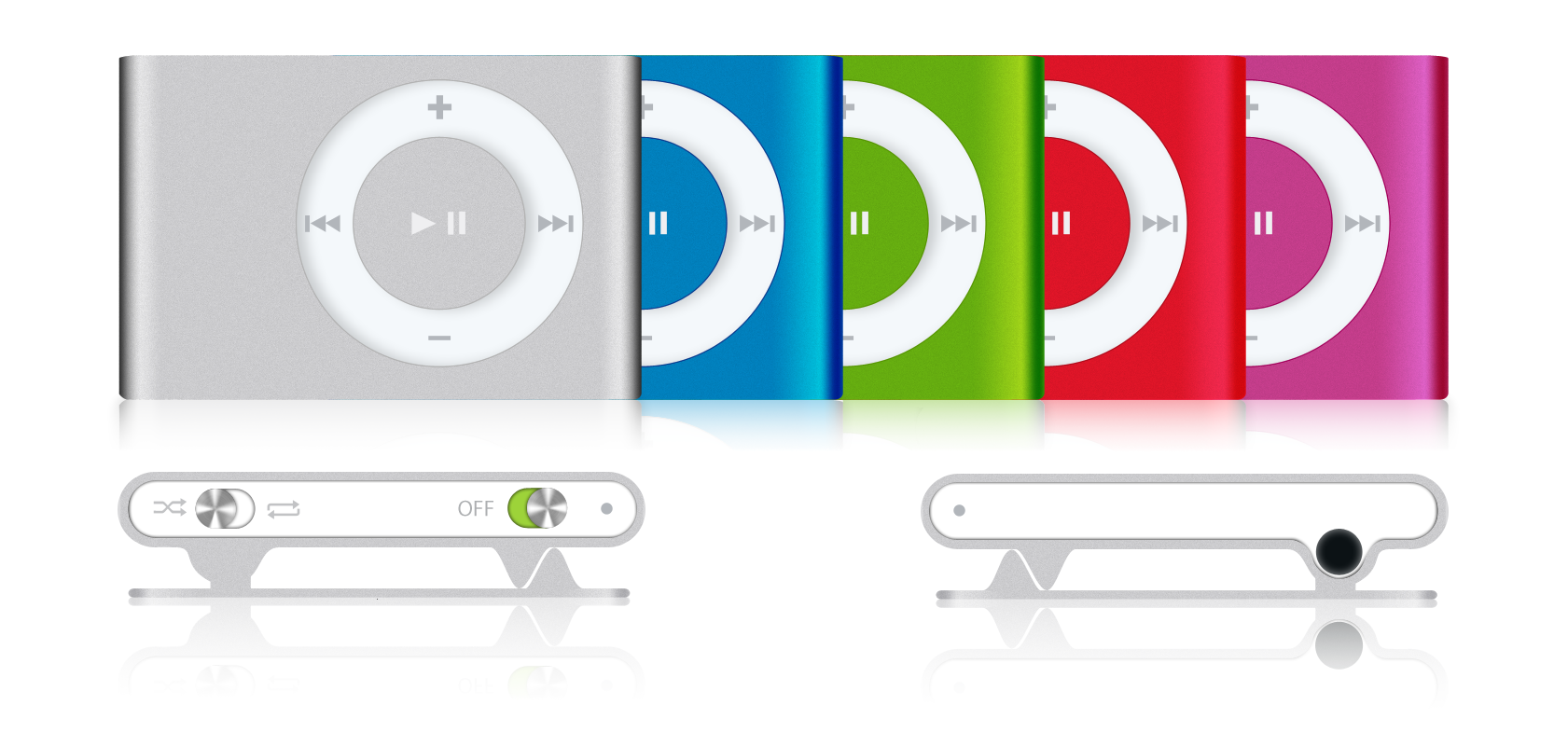
L'iPod shuffle de seconde génération.

Le 12 septembre 2006, lors d'un Apple Event à San Francisco, Steve Jobs dévoile les nouveaux modèles d'iPod, dont un nouveau modèle d'iPod shuffle. Désormais, il n'est disponible qu'avec une capacité, 1 Go. Il arbore un boîtier en aluminium anodisé, mais reste toujours dépourvu d'écran. Il est, selon Apple, à sa sortie, le plus petit lecteur MP3 du marché. Il intègre à son dos un clip, permettant de l'attacher à une poche ou une ceinture. D'abord uniquement disponible en gris, le 30 janvier 2007, Apple lance quatre nouvelles robes : verte, rose, bleue et orange en plus de la robe argentée déjà existante. Les coloris vert, rose et bleu ont déjà été utilisés par Apple pour l'iPod nano et l'iPod mini ; le coloris orange est quant à lui une nouveauté que l'on ne retrouve que sur l'iPod shuffle.
De nouveau lors d'un Apple Special Event, Steve Jobs annonce le 5 septembre 2007 le renouvellement des couleurs de l'iPod shuffle (bleu pastel, vert pâle, mauve, gris). À l'instar de l'iPod nano de troisième génération, un modèle Product Red fait son apparition sur l'Apple Store.
Un modèle équipé de 2 Go de mémoire est officialisé le 19 février 2008. Cette sortie s'accompagne d'une baisse des prix faisant passer le modèle de 1 Go de 69 €/$ à 49 €/$. Le modèle 2 Go quant à lui se retrouve au prix du modèle 1 Go avant la baisse, soit 69 €/$. En septembre 2008 Apple a revu les coloris de ses iPod shuffle de seconde génération. Ils retrouvent des couleurs plus vives avec les robes rouge Product Red, rose, verte, bleue et grise.
Les deux générations de l'iPod shuffle sont l'œuvre du designer britannique Jonathan Ive et son équipe, à qui l'on doit déjà le design des iMac, du Mac Pro, du Mac mini, des MacBook et des autres modèles d'iPod.

### Troisième génération

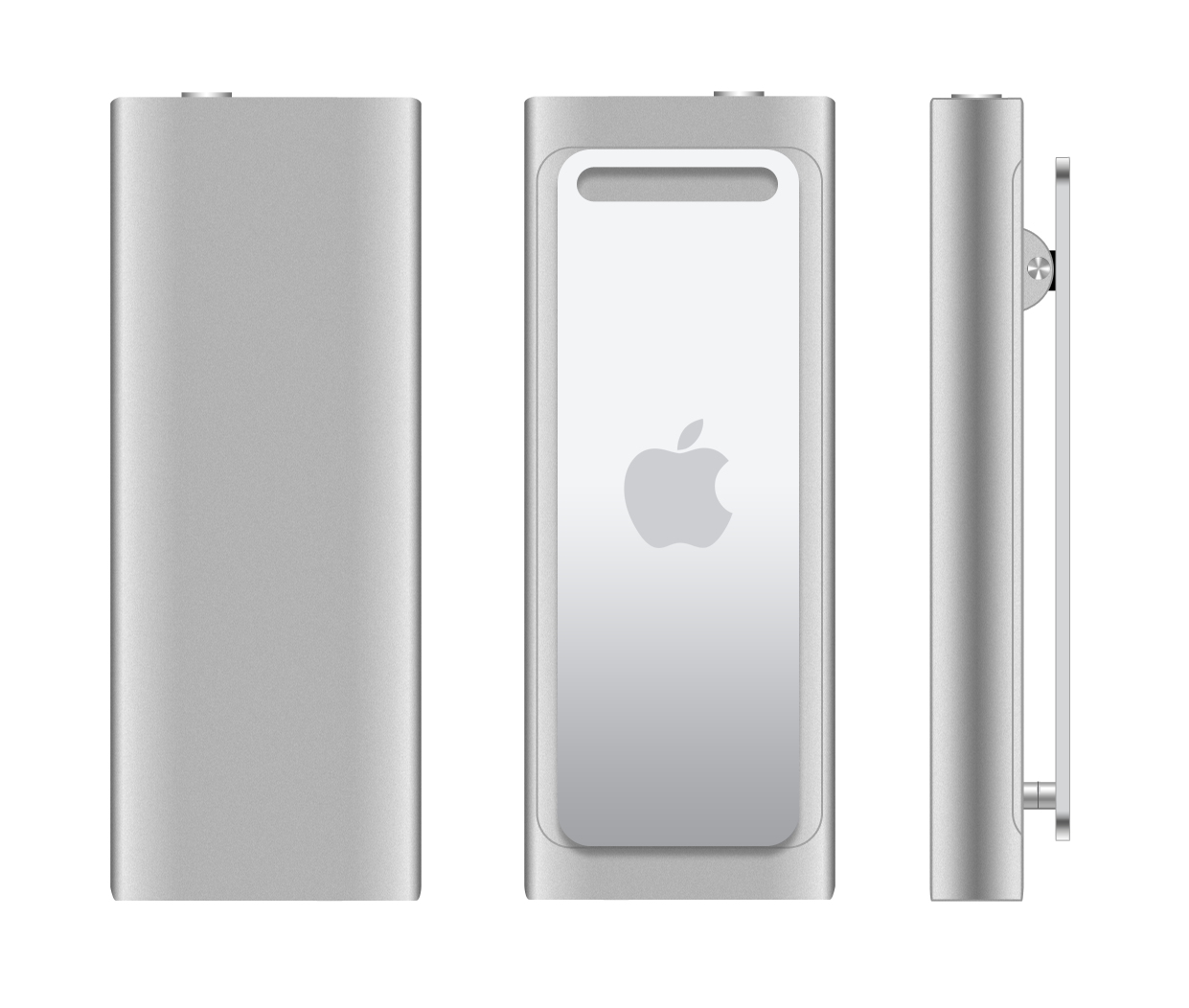
L'iPod shuffle de troisième génération.

Le 11 mars 2009 Apple lance la troisième génération d'iPod shuffle. Contrairement aux générations précédente l'appareil n'a pas été présenté lors d'une conférence et seule une mise à jour du site d'Apple et un communiqué de la firme font l'état de sa sortie.
Apple clame que son nouveau lecteur est deux fois plus petit que la génération précédente, sa taille est comparable à une pile type AA. Cette réduction de taille est accompagnée d'une augmentation de la capacité à 4 Go et d'une réduction de l'autonomie de l'appareil, le constructeur annonçant désormais un maximum de 10 h de lecture. Deux coloris sont disponibles au lancement, avec des coques en aluminium anodisé argentée et noire.
L'interface est entièrement revue, les boutons de volumes et de lecture sont déportés sur le casque, ne laissant sur l'appareil qu'un seul interrupteur qui permet de sélectionner le mode off (éteindre), lecture normale ou lecture aléatoire (shuffle). La nouvelle fonction VoiceOver, qui fait son apparition sur cette troisième génération, permet d'annoncer la chanson et l'artiste joué sans arrêter la musique.

### Quatrième génération

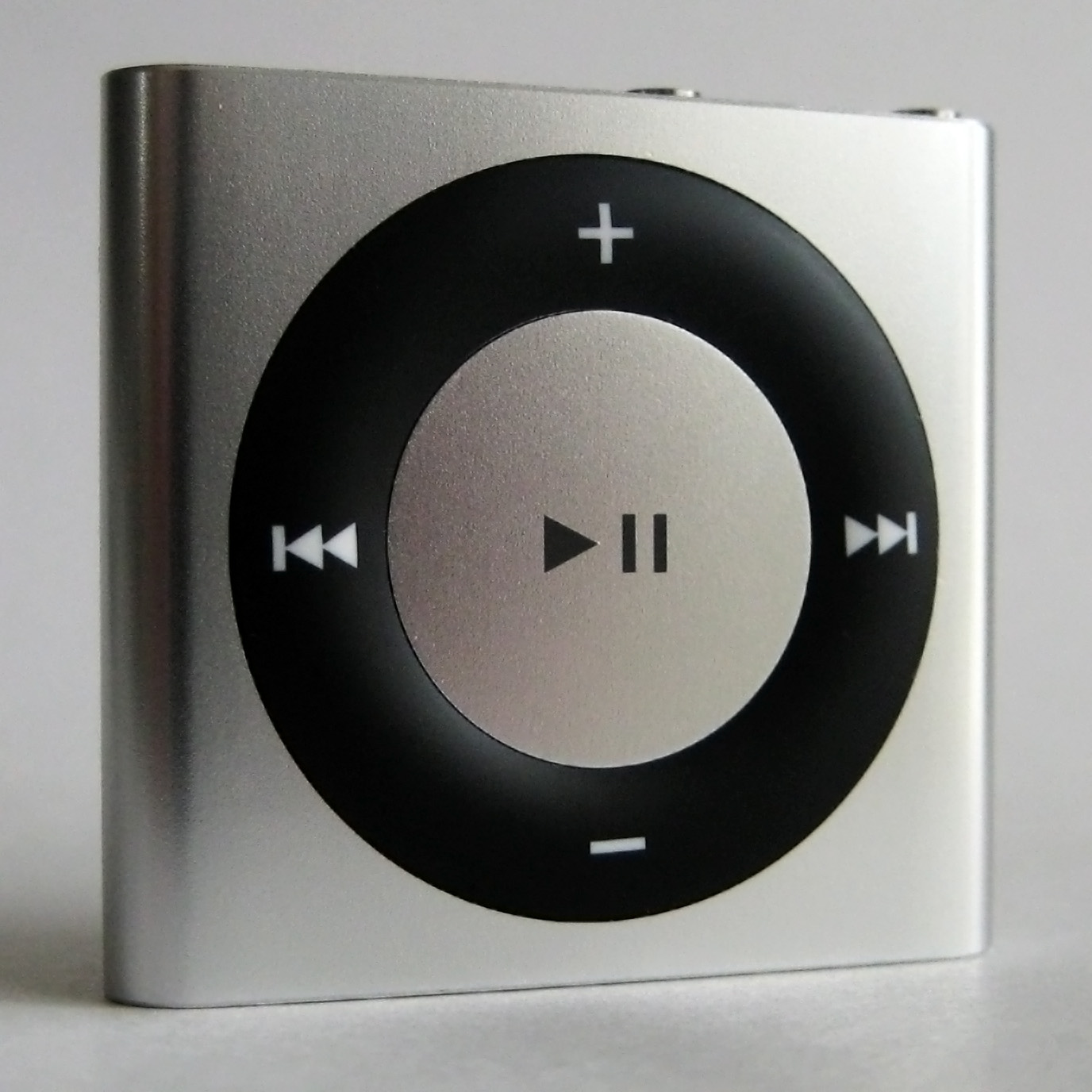
L'iPod shuffle de quatrième génération.

Sorti le 1er septembre 2010, la quatrième génération d'iPod shuffle reprend la molette cliquable de la 2e génération et la fonction VoiceOver de la 3e, en y ajoutant la fonction Genius. L'autonomie annoncée par Apple est de quinze heures, contre dix pour la 3e génération. Il est disponible en argent, bleu, vert, orange et rose. Un seul modèle de 2 Go de stockage est disponible.
En septembre 2012, Apple renouvelle l'iPod shuffle avec de nouvelles couleurs : argent, noir ardoise, bleu, vert, jaune, rose, violet et rouge Product Red.
En septembre 2013, la couleur noir ardoise de iPod shuffle est remplacée par le gris sidéral.
En juillet 2015, une nouvelle gamme de couleurs est disponible pour le baladeur : gris sidéral, argent, or, rouge Product Red, rose et bleu électrique. La commercialisation de cet ultime modèle a pris fin le 27 juillet 2017.

## Présentations approfondies

### 1regénérationd'iPod shuffle

#### Design

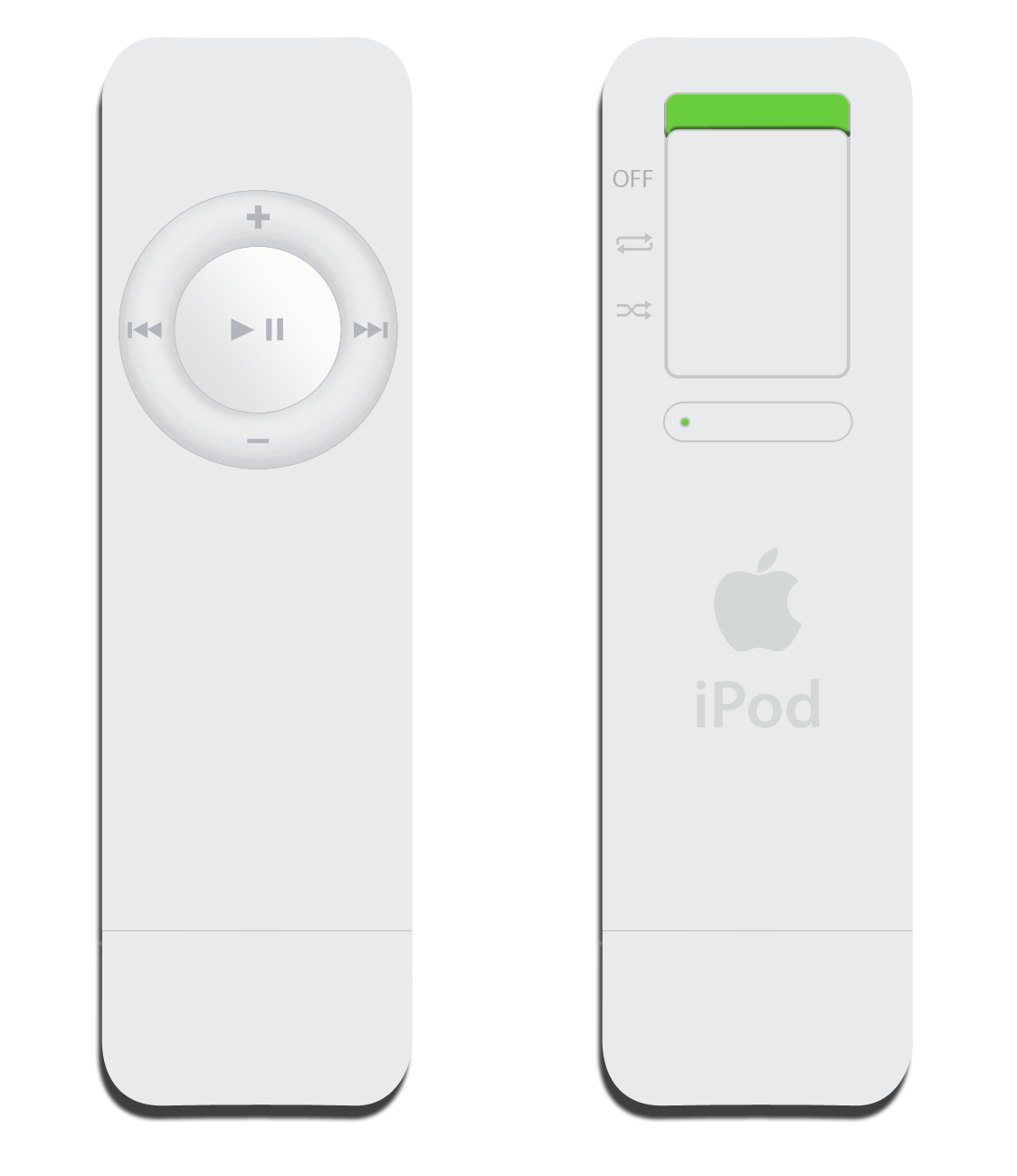
Face avant et arrière d'un iPod shuffle 1G.

L'iPod shuffle de première génération ou iPod shuffle 1G est un lecteur numérique de forme grossièrement parallélépipédique d'environ 8 cm de haut, 2,5 cm de large et moins d'1 cm d'épaisseur pour un poids d'environ 22 g. Il est constitué d'une coque en polycarbonate contenant le circuit imprimé et la batterie rechargeable de l'appareil. L'autonomie maximale annoncée par le constructeur est de 12 h, atteint après environ 4 h de charge. 2 h de charge permettent d'atteindre 80 % de la charge maximale.
À cause de sa petite taille (8,38 × 2,49 × 0,84 cm), le site d'Apple déclare que la première génération de l'iPod shuffle est plus petite qu'un paquet de chewing-gum. Bien plus amusant, on pouvait voir un avertissement sur le site américain : Do not eat iPod shuffle. (« Ne mangez pas iPod shuffle ») et la variante Do not chew iPod shuffle (« Ne mâchez pas iPod shuffle ») sur le site britannique. Le 29 septembre 2005, cette note a été retirée du site d'Apple.

#### Caractéristiques techniques

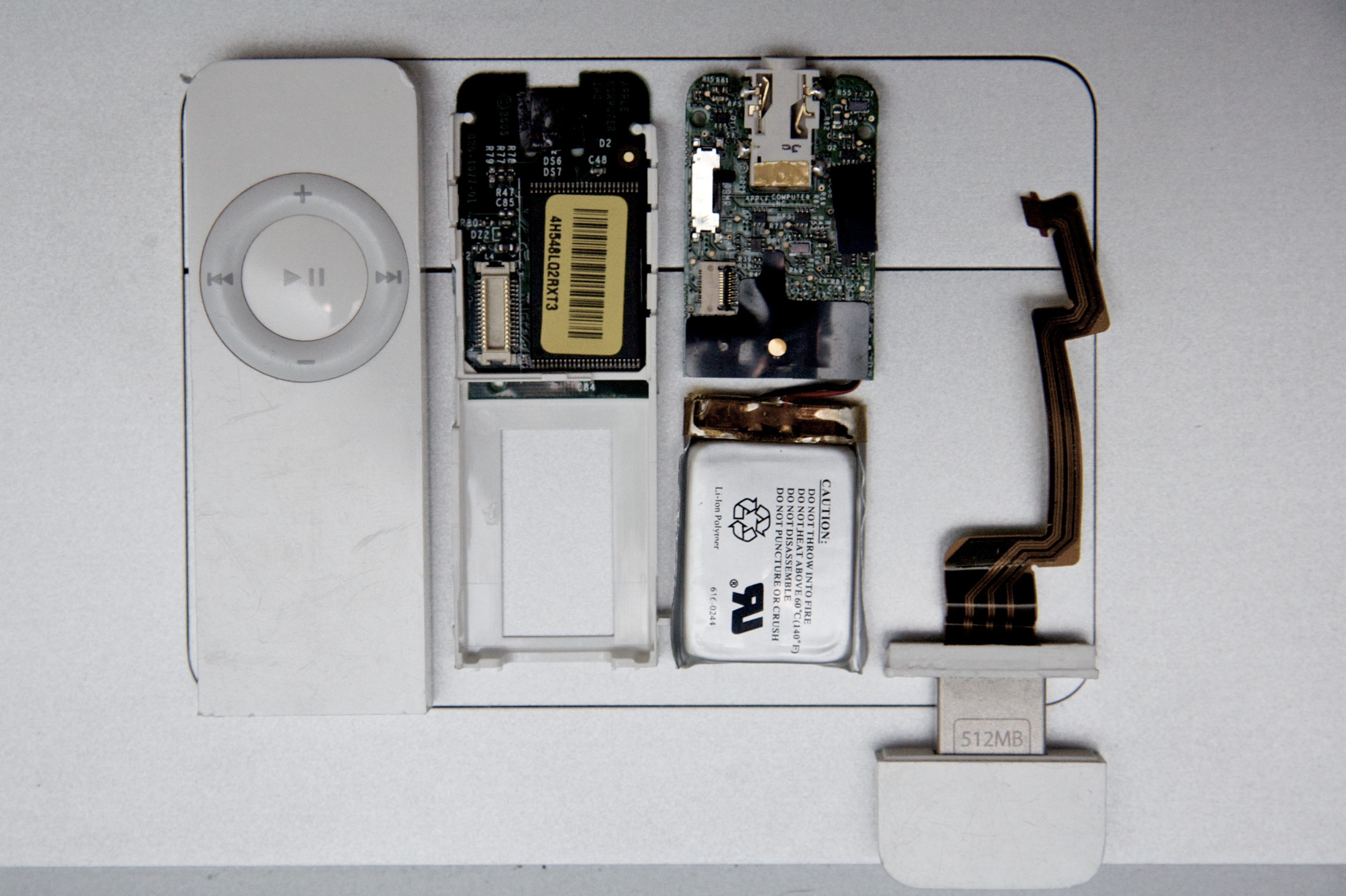
Un iPod shuffle 1G démonté.

Ce baladeur numérique est capable de lire les fichiers de type MP3, WAV et AAC, ainsi que les versions protégées par des DRM. Les formats propriétaires Apple Lossless et AIFF ne sont pas supportés en raison de la taille trop importante de ces fichiers, ce qui aurait ainsi fortement réduit le nombre de morceaux pouvant être embarqués par l'iPod shuffle de première génération.
La batterie occupe environ la moitié de la longueur du lecteur une fois le port USB retiré. Le reste est entièrement occupé par le circuit imprimé. Ce dernier est constitué de deux pièces connectées entre elles par un connecteur rigide placé sur la face en regard de l'autre circuit. Le processeur embarqué dans l'iPod shuffle 1G est un SigmaTel (en) STMP3550 cadencé à 75 MHz. Ce dernier supporte le traitement numérique du signal, l'enregistrement depuis un microphone ou une ligne entrante, ainsi que l'affichage via un écran LCD. Il peut décoder des fichiers MP3, WMA ainsi que leur DRM. Cette dernière semble avoir été désactivée par Apple puisque l'iPod shuffle n'est pas capable de lire ce type de fichiers.
La mémoire de l'appareil est concentrée sur une puce de type NAND de 4 ou 8 gigabit soit 512 Mo ou 1 Go. Pour le transport, il existe moult accessoires disponibles dans le commerce qui permettent, par exemple, avec un brassard de porter l'iPod shuffle autour du bras lors d'activités sportives. Apple fournit un tour de cou accompagné d'un second capuchon lors de l'achat, permettant de porter l'iPod au niveau de l'abdomen. Une fonction attendue pour un lecteur qui a la forme d'une clé USB est celle de clé USB. Sous Microsoft Windows ou Linux, l'iPod est reconnu directement et il est possible de l'utiliser comme simple périphérique de stockage de masse. Sous macOS, il est au contraire nécessaire d'allouer par l'intermédiaire d'iTunes une portion de la mémoire pour le stockage afin de l'utiliser pour de telles fins. La limitation se fait en fonction du nombre de chansons de telle sorte qu'il est possible de stocker plus de données sur l'iPod si l'espace est disponible. Du fait qu'il s'agisse d'un périphérique de stockage, il est possible de monter un RAID lorsque plusieurs iPod shuffle sont connectés simultanément.
Lors de la présentation de la seconde génération d'iPod shuffle, Steve Jobs annonce qu'Apple a vendu plus de 10 millions d'exemplaires d'iPod shuffle de première génération.

### 2egénérationd'iPod shuffle

#### Design

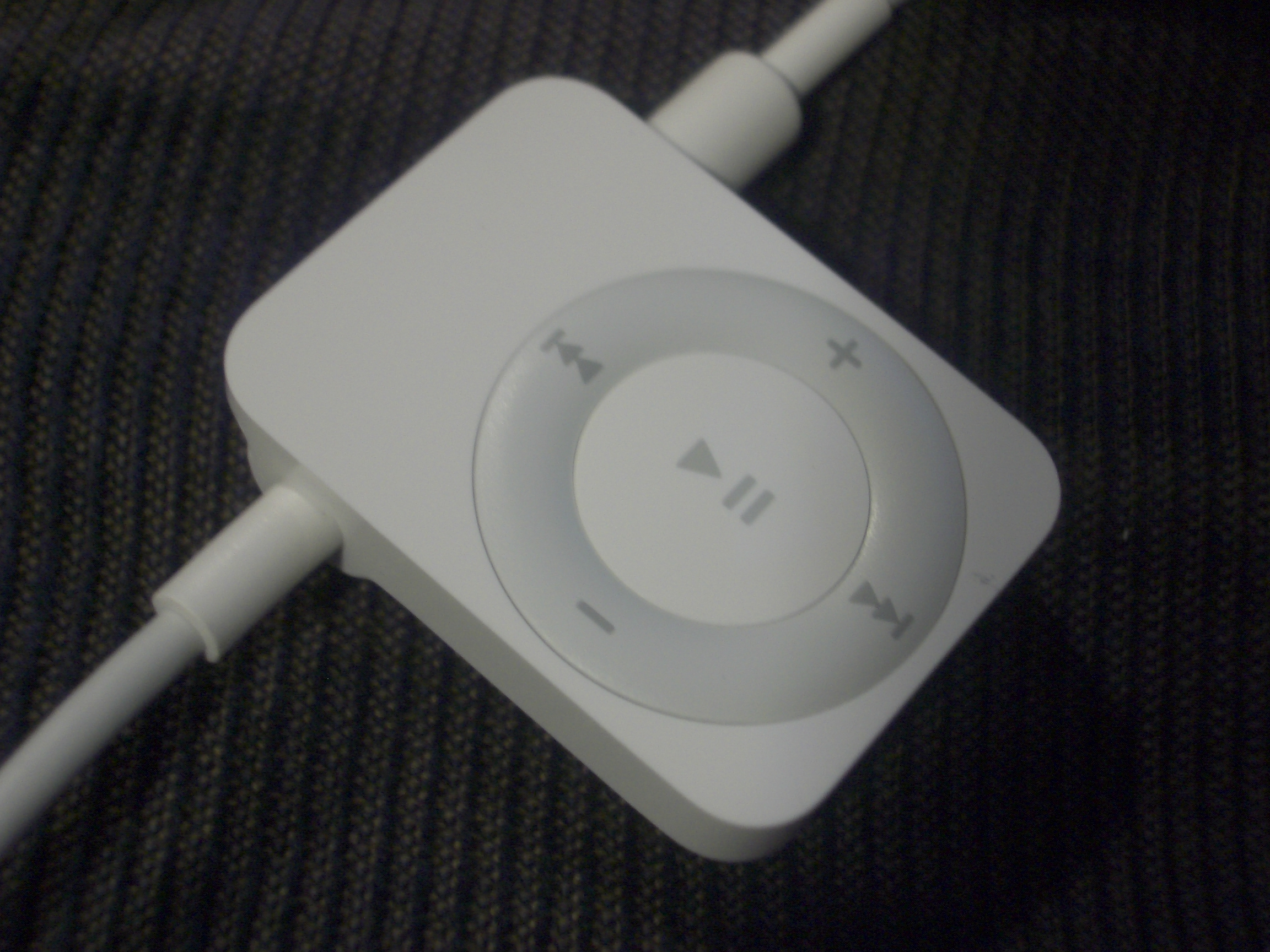
iPod radio remote.

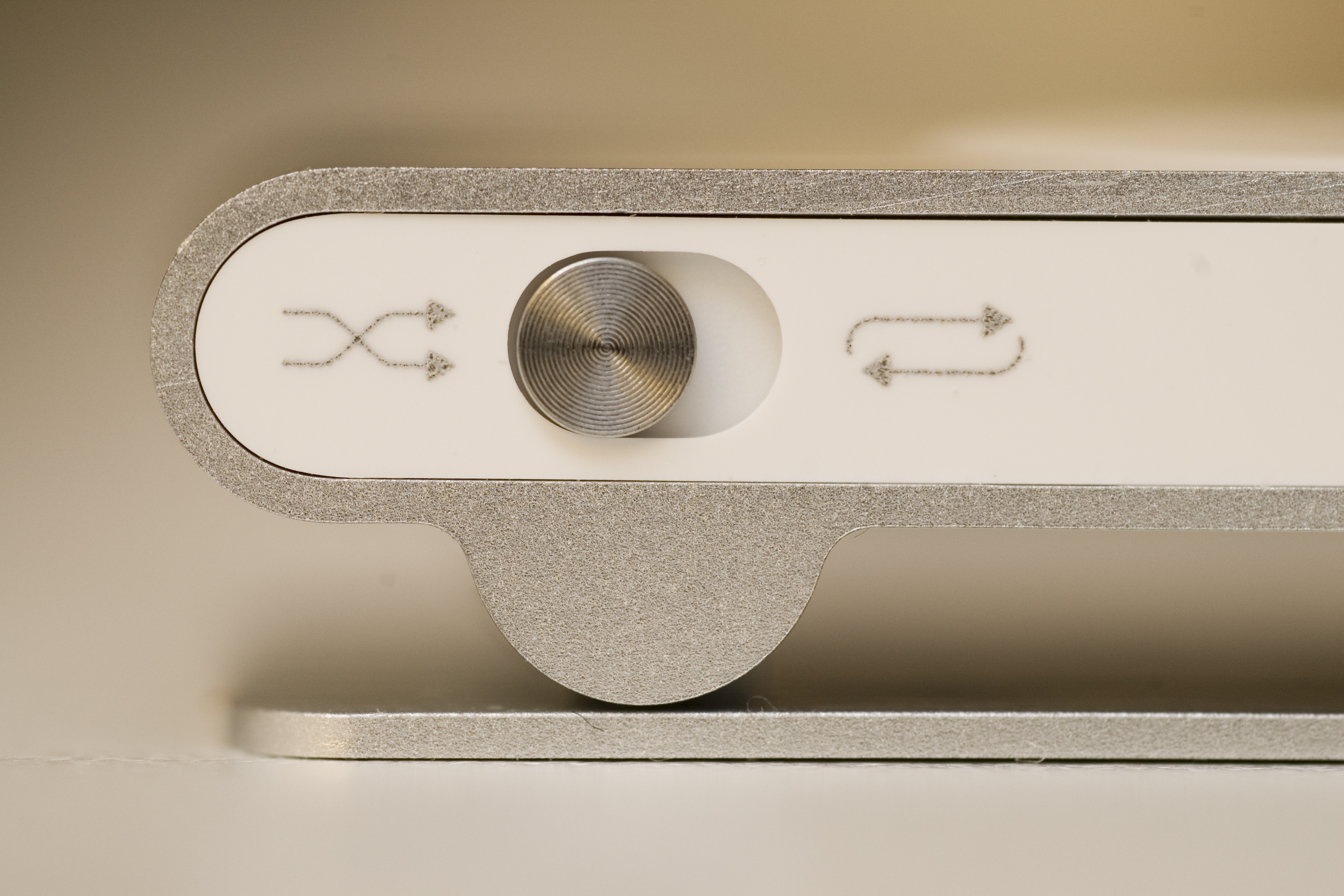
Mode lecture aléatoire sélectionné.

Le 12 septembre 2006, Apple présente la seconde génération de son iPod shuffle le désignant comme « l'iPod le plus portable » (The most wearable iPod). L'expédition des premières pièces est annoncée pour octobre, elle se fera avec un peu de retard puisque ce n'est qu'à la toute fin du mois d'octobre que les premiers envois ont été relevés. Lors de sa sortie, un seul modèle de 1 Go est disponible pour un prix de 79 US$, 49 GB£, 89 CA$, 119 AU$ ou 89 € ce qui constitue une baisse par rapport à l'ancien modèle. Il arbore une coque en aluminium anodisé argentée similaire à celle de l'iPod nano 2G ou celle du Mac mini.
Ce nouveau modèle est plus de deux fois plus petit que la génération précédente avec 41,2 × 27,3 × 10,5 mm. Sa forme peut rappeler celui de l'accessoire pour iPod classic et iPod nano : l'iPod radio remote. Selon Apple, il s'agit ici du plus petit baladeur numérique. La taille inclut un clip de fixation, le lecteur lui-même est plus fin que l'ancien et ne pèse que 15,5 g. Pour pouvoir réduire cette taille, Apple a dû faire quelques concessions : le port USB permettant une connexion directe vers l'ordinateur disparaît. La prise jack prend son relais et fait désormais office de connecteur universel puisqu'elle permet de recharger la batterie, d'écouter de la musique avec un périphérique audio (casque, oreillettes, auxiliaire vers un ampli) et de transférer des données vers l'iPod. Cela est permis grâce à un dock muni d'une fiche jack reliée à un port USB 2.0.
L'interrupteur et le bouton shuffle-lecture normale sont distincts sur ce modèle d'iPod shuffle, ce qui permet d'éviter la sélection non-voulue du mode shuffle.
L'iPod shuffle 2G a connu au cours de son existence plusieurs couleurs. Seul le modèle argenté est resté identique au fil des mises à jour de ces couleurs.
| Mise à jour | 12 septembre 2006 | 30 janvier 2007                       | 5 septembre 2007                                                               | 9 septembre 2008                                 |
| Couleurs    | argenté           | argenté · bleu · vert · orange · rose | argenté · bleu pastel · vert pastel · violet pastel · rouge pastel Product Red | argenté · bleu · vert · rose · rouge Product Red |
| ----------- | ----------------- | ------------------------------------- | ------------------------------------------------------------------------------ | ------------------------------------------------ |

Le design de l'iPod shuffle 2G conçu par Jonathan Ive et son équipe a reçu en 2007 le National Design Award du meilleur design pour un produit de consommation. Selon le jury, tous les produits en compétition étaient excellents mais c'est l'aspect novateur, le sens du détail d'Apple, sa simplicité et la présentation très soignée du shuffle qui a fait pencher la balance en sa faveur.

#### Caractéristiques techniques
Le circuit imprimé de la seconde génération d'iPod shuffle n'est plus constitué que d'une seule pièce. Sur la face comportant les commandes, on retrouve le processeur de type ARM fabriqué par Samsung. Sur l'autre face, se trouvent la puce mémoire de 8 et 16 Gb (1 et 2 Go) ainsi que l'accumulateur lithium-ion modèle 616-0278 de 3,7 V.
Le système de fichier de l'iPod shuffle 2G se démarque des autres modèles d'iPod. Il est en effet formaté en FAT32. iTunes affiche un avertissement lorsque l'iPod shuffle est formaté au format HFS, alors que tous les modèles ont la possibilité, en fonction du système d'exploitation de l'ordinateur, de choisir entre le format HFS (Mac) et le format NTFS (Windows).
Les formats supportés par ce nouvel iPod shuffle sont identiques à la génération précédente à savoir le MP3, MP3 VBR, AAC, AAC protégé, Audible, WAV et nouveauté absente jusqu'alors, le format AIFF.
Bien que les nouveaux écouteurs Apple ont été lancés en même temps que l'iPod nano 2G et l'iPod shuffle 2G, ils n'accompagneront cependant les nouveaux iPod shuffle qu'à partir de la mise à jour des coloris en janvier 2007.

### 3egénérationd'iPod shuffle

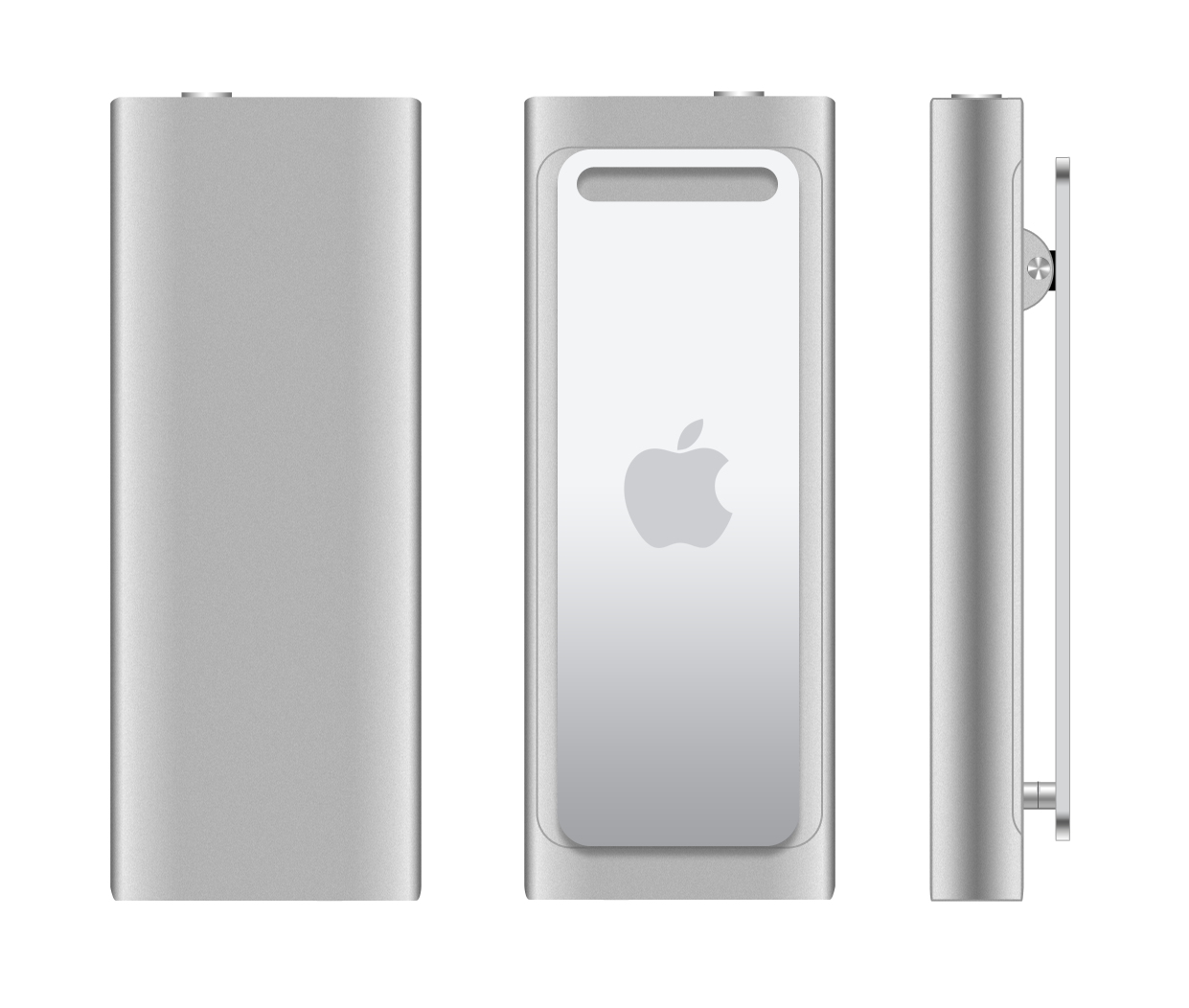
iPod shuffle, 3ème génération

#### Design
Le 11 mars 2009, Apple dévoile la troisième génération du plus petit lecteur de la famille des iPod. Après avoir déjà divisé par deux la taille de l'appareil avec le lancement de la seconde génération, la firme de Cupertino divise de nouveau par deux la taille de son lecteur qui a désormais la taille d'une pile type AA. Dans la lignée des produits existant, cette 3e génération de lecteur conserve une coque en aluminium anodisé et il existe deux coloris disponible : argent et noir. Les commandes de volume et de lecture sont déportées sur le cordon de l'oreillette et les interrupteurs on/off et lecture normale/aléatoire sont fusionnés et, tel que sur la première génération, l'interrupteur permet de choisir le mode off (éteint), lecture normale ou lecture aléatoire. Apple a fait déposer un brevet pour une durée de 14 ans afin de protéger le design de la troisième génération d'iPod shuffle. Parmi les auteurs sont cités entre autres Steve Jobs et Jonathan Ive.

Le transfert de données de l'ordinateur se fait toujours par la prise jack via un adaptateur USB.

#### Caractéristiques techniques
Le circuit imprimé de la 3e génération d'iPod shuffle n'est plus constitué que d'une seule pièce maîtresse comportant une seule puce faisant office de processeur ARM et de mémoire (4 Go). La prise jack et l'interrupteur se trouvent à distance du circuit et sont reliés à ce dernier par l'intermédiaire de connecteurs. La batterie occupe plus de la moitié de la hauteur du lecteur ; ses caractéristiques sont les suivantes : batterie de type lithium-ion polymère de 3,7 V et d'une capacité de 0,27 Wh. Cela en fait une batterie de 72 mAh.
Les formats de fichiers supportés par ce lecteur sont les mêmes que la génération précédente (MP3, MP3 VBR, AAC, AAC protégé, Audible, WAV et AIFF) auxquels vient s'ajouter le format Apple Lossless.
L'iPod shuffle 3G est équipé d'une nouvelle puce qui fait office de DRM matériel. Elle contrôle les casques reliés à l'appareil et ne rend compatible que les accessoires du programme Made for iPod (en). Une participation à ce dernier requiert de reverser une taxe à Apple. Selon Apple cette puce serait uniquement conçue pour « veiller à ce que des casques tiers fonctionnent correctement avec la troisième génération d'iPod shuffle ». Cependant, la puce ne serait pas cryptée et il serait possible de fabriquer des clones sans avoir à passer par le programme Made for iPod.

### 4egénérationd'iPod shuffle

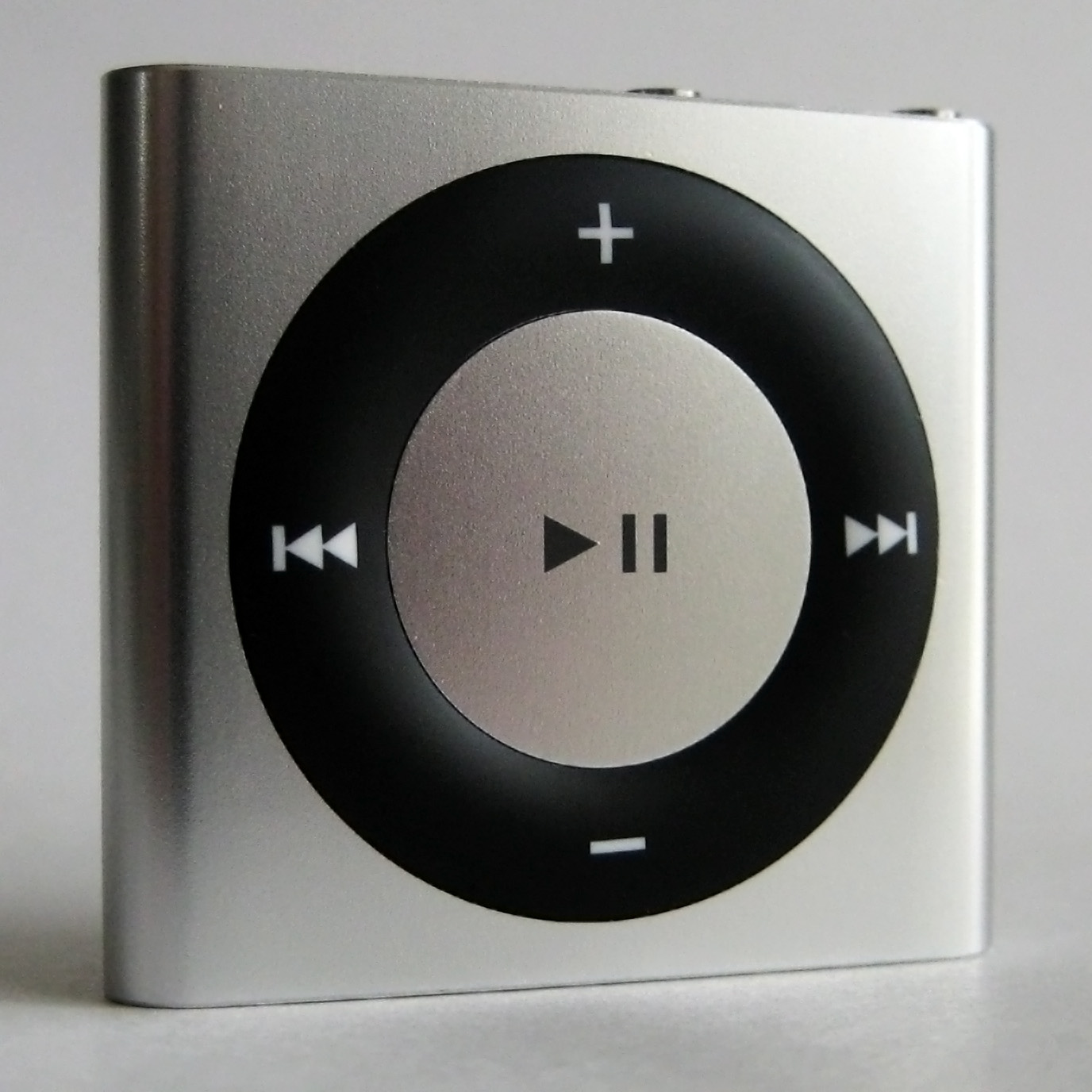
iPod shuffle quatrième génération

Présentée par Steve Jobs le 1er septembre 2010, la 4e génération du Shuffle est née d'un constat : alors que les deux premières générations avaient été des succès, la troisième a déçu. La firme reconnaît qu'il s'agit sans doute d'un mauvais jugement quant au choix de déporter les commandes sur les écouteurs, ce qui obligeait à utiliser le casque fourni et rendait difficile la manipulation avec seulement deux boutons.
Ainsi, l'idée de reprendre le design de la version 2 (avec molette cliquable) et de lui ajouter les fonctionnalités plébiscitées que sont le VoiceOver et Genius est à l'origine de cette version.
Apple en a néanmoins profité pour revoir les dimensions du baladeur à la baisse et lui donner une forme carré de 3 cm de côté, pour seulement 12,5 g. La molette est également 18 % plus grande que celle de la deuxième génération. La tranche du haut intègre un bouton VoiceOver, un bouton d'alimentation qui contrôle également l'ordre de lecture (aléatoire / séquentielle) et une price mini-jack.
Le Shuffle est sorti avec une capacité unique de 2 Go et, une première pour cet iPod, il est disponible directement au lancement en cinq coloris : argent, bleu, vert, orange et rose.
Les couleurs de ce modèle ont par la suite été modifiées à plusieurs reprises. En 2012 la gamme d'iPod shuffle récupère ainsi les coloris du nouvel iPod nano : argent, noir ardoise, bleu, vert, jaune, rose, violet et rouge Product Red. En 2013, le noir ardoise disparaît de tous les appareils Apple pour être remplacé par le gris sidéral introduit sur l'iPhone 5S. En 2015 la gamme est réduite à six coloris : argent, or, gris sidéral, bleu, rose et rouge Product Red.
Le pack est très rudimentaire, ne contenant que le baladeur, les écouteurs et un câble USB.

## Réception

### Une réussite...

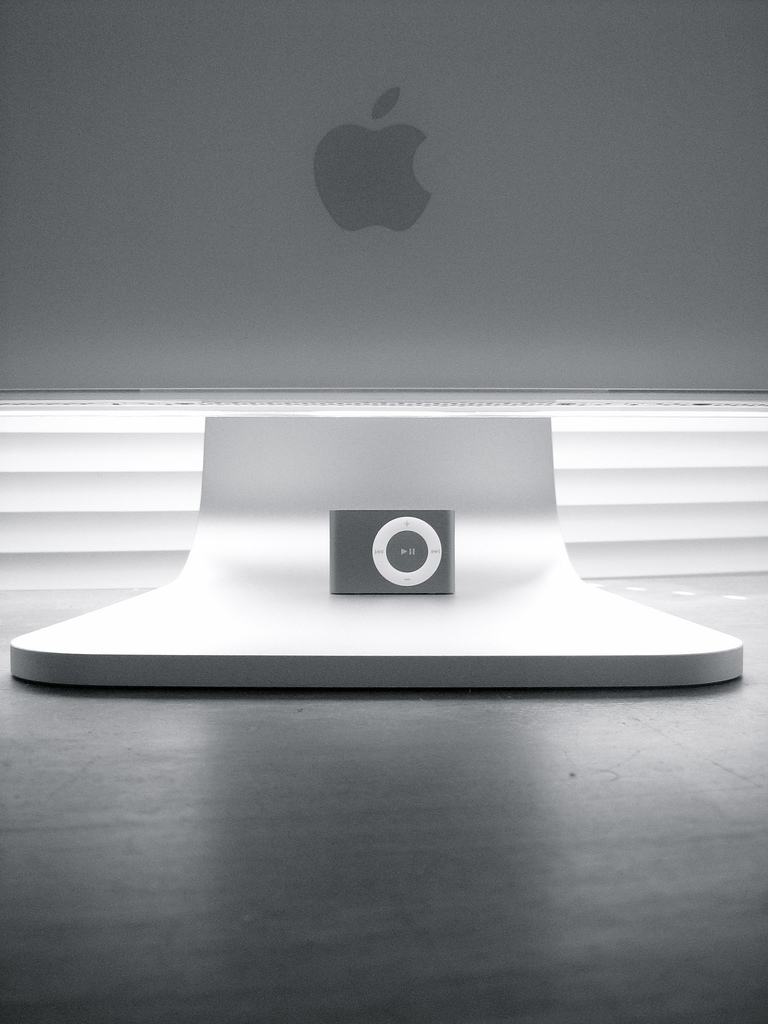
Un iPod shuffle 2G sous un iMac.

Lancé en même temps que le Mac mini, l'iPod shuffle témoigne aussi de l'évolution de la politique commerciale de la société qui tend à rendre ses produits plus accessibles. Il se place sur le segment des lecteurs numériques à mémoire flash grand public, segment encore non occupé par les produits de la famille iPod. Alors que beaucoup de lecteurs de cette gamme ne sont pas réputés pour leur intuitivité et leur simplicité d'utilisation, Apple mise sur la simplicité pour attirer de nouveaux acheteurs. C'est alors que l'idée de la lecture aléatoire (shuffle) fait son apparition, celle-ci permettant de ne plus avoir besoin de chercher une chanson. Au lieu d'affubler son lecteur d'un petit écran pas forcément pratique, tel que c'est le cas chez la concurrence, Apple fait le pari d'un baladeur sans écran, architecturé autour de cette lecture aléatoire et d'une simplicité d'utilisation sans égale à l'époque.
En avril 2005, à la fin du second trimestre fiscal d'Apple, l'analyste Piper Jaffray estime que 1,8 million des 5,3 millions d'iPod vendus au cours de ce trimestre sont des modèles shuffle, prouvant à la firme de Cupertino son succès. NPD Group, quant à lui, estime que dès son second mois d'existence, l'iPod shuffle occupe 43 % du marché des baladeurs numériques à mémoire flash. En septembre 2006, la réussite est confirmée par Apple qui, par la voie de son CEO, Steve Jobs, annonce avoir vendu 10 millions d'iPod shuffle de première génération à travers le monde. Le pari du lecteur sans écran semble donc remporté.

### ... malgré des défauts

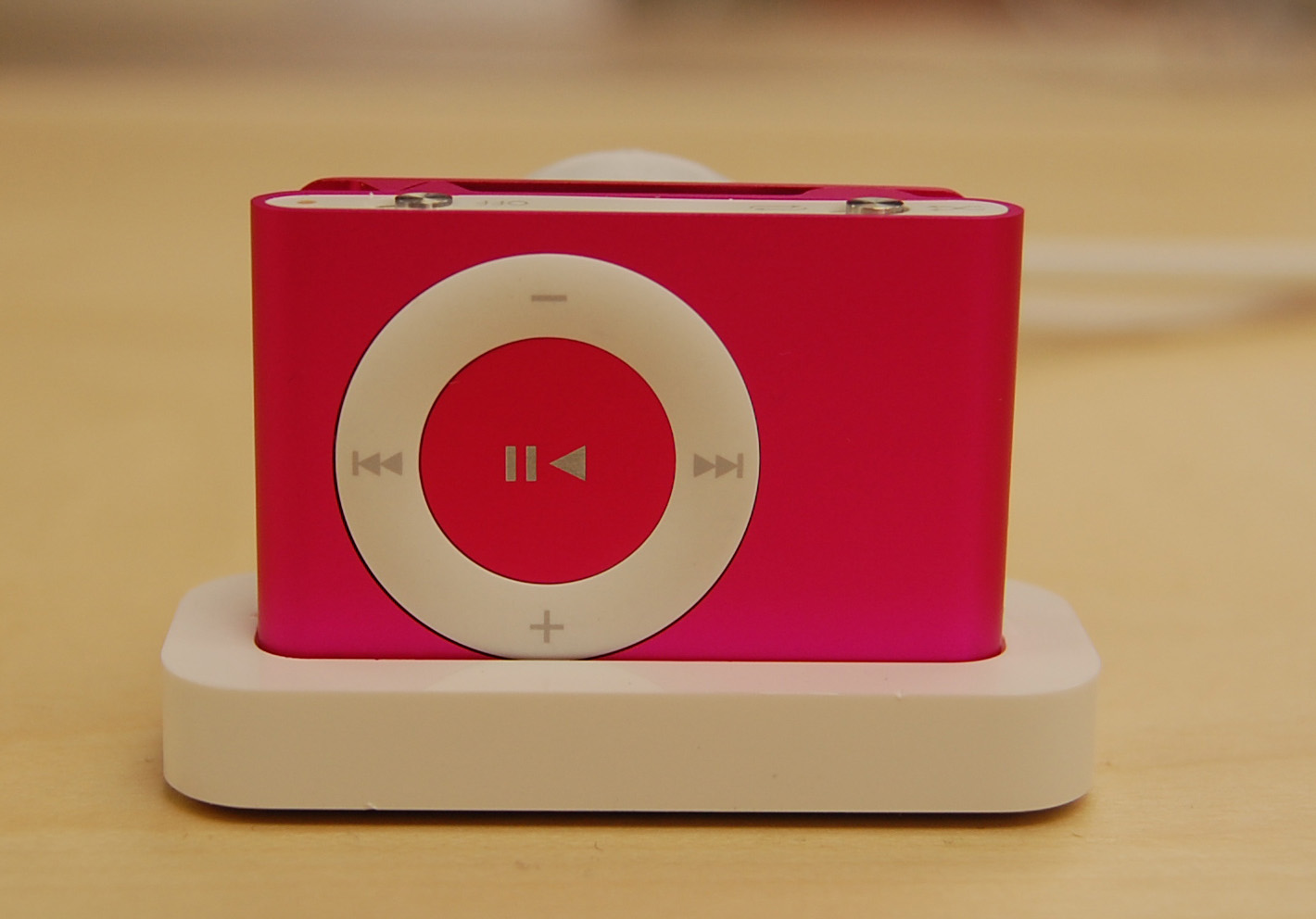
Un iPod shuffle 2G sur sa station d'accueil.

L'iPod shuffle a plusieurs atouts pour plaire : petite taille, prix abordable et simplicité d'utilisation. Cependant, il n'est pas sans défaut. Parmi ceux-ci, évoqués par ses possesseurs et acheteurs potentiels, on retrouve l'une de ses caractéristiques générales : l'absence d'écran. La gestion quasi obligatoire via iTunes, bien qu'assez naturelle pour les utilisateurs de macOS, apparaît comme un handicap sur les autres systèmes d'exploitation ; sous Linux, la gestion d'iPod est même impossible sans avoir recours à un logiciel tiers. Cette même utilisation d'iTunes, pour la gestion du contenu musical, rend l'iPod shuffle synchronisable uniquement à un seul ordinateur (plusieurs iPod pouvant tout de même être synchronisés à un même ordinateur). Il devient alors impossible d'ajouter du contenu depuis un autre ordinateur, ni même de copier du contenu depuis l'iPod vers cet ordinateur. Encore une fois, cela est tout de même possible grâce à des logiciels alternatifs tels que Amarok et Yamipod.
L'arrivée de la seconde génération d'iPod shuffle en 2006 apporte quelques améliorations mais aussi certains défauts. Ainsi, le port USB apprécié pour son universalité disparaît au profit d'un connecteur jack nécessitant une station d'accueil propriétaire. Ce dernier prend le relais du port USB en plus de sa fonction de sortie audio. Il permet ainsi de recharger la batterie et de réaliser des transferts avec l'ordinateur avec lequel il est connecté. Cette réduction du nombre de port a pour conséquence de réduire aussi la taille du lecteur dont la longueur est divisée par deux par rapport au modèle précédent, le rendant ainsi encore plus discret. Le passage à une coque en aluminium au lieu d'une coque en polycarbonate rend l'iPod sensiblement plus résistant. Il résiste à des chutes d'une dizaine de mètres, au poids d'une personne (lorsque l'on marche dessus) ou même à un bain accidentel dans un verre par exemple.
Qu'il s'agisse d'un modèle de la première ou la seconde génération, l'iPod shuffle ne brille pas par sa qualité sonore. Gros point noir souvent montré du doigt, la qualité du son délivré par les écouteurs d'origine. Le grand public peut s'en accommoder, contrairement aux audiophiles qui n'hésitent pas à investir dans de nouvelles oreillettes. Mais l'utilisation d'écouteurs alternatifs n'est pas toujours la solution car l'iPod shuffle n'offre pas un son exceptionnel à l'oreille d'un utilisateur attentif.
Sur les modèles de la première génération, les basses et les aiguës sont peu présentes et le médium domine, le son semble lisse comme s'il passait à travers un filtre.
Concernant la seconde génération, les défauts de la qualité sonore sont moins notables mais persistent tout de même. Eu égard à la taille de l'appareil, la qualité est considérée comme plutôt bonne, mais les concurrents dans le même segment / même gamme de prix font mieux, par exemple le Creative ZEN Stone. Cependant, ce modèle n'égale pas l'autonomie de l'iPod shuffle qui est presque deux fois plus élevée, quelle que soit la génération considérée.

## Problèmes rencontrés
Plusieurs utilisateurs ont rapporté des problèmes concernant la première génération d'iPod shuffle. Leur iPod ne fonctionnait plus, le seul signe de vie de l'appareil était une lumière clignotante verte et orange. L'iPod shuffle n'ayant pas d'écran, les propriétaires ne pouvaient pas lire de message d'erreur, nécessitant le diagnostic du personnel qualifié d'Apple.
D'après la documentation d'Apple, des lumières vertes et orange clignotantes indiquent une erreur générique. Pour les iPod shuffle sous garantie, Apple les remplacera gratuitement, exception faite pour les modèles de plus de 180 jours en Amérique du Nord sans l'AppleCare Protection Plan, où il faudra débourser 29,95 $ pour les frais de transport et de manutention.
Le 26 octobre 2006, Apple met à disposition un utilitaire de réinitialisation qui corrige le problème des propriétaires d'iPod shuffle de première génération dont l'appareil synchronise encore avec iTunes. Cet utilitaire n'a pas été mis à jour par Apple afin de le rendre compatible avec Windows Vista.
En mai 2007, une crainte a été émise par l'Institut cardio-vasculaire et thoracique de l'université du Michigan sur l'effet néfaste que pourraient avoir les iPod sur les stimulateurs cardiaques ; ils généreraient des interférences électriques. En février 2008, une étude plus poussée publiée par Howard Bassen, chercheur à l’US Food and Drug Administration, montre que les iPod, dont l'iPod shuffle, n'émettent qu'à très faible distance. Ceci ne permet pas de conclure que les interférences sur un stimulateur cardiaque sont causées par ces iPod.

## Autour de l'iPod shuffle

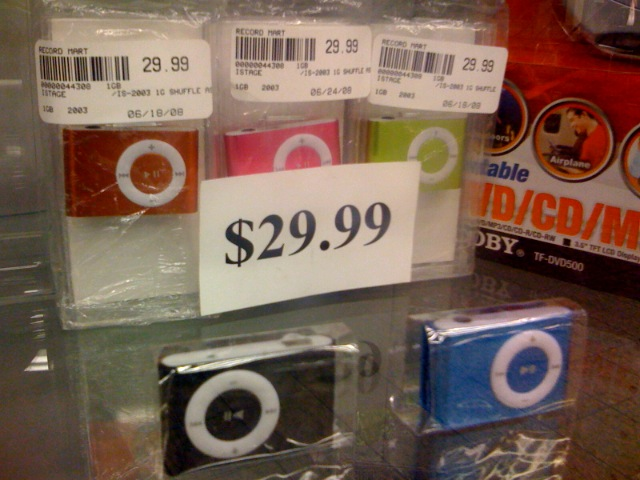
Des contrefaçons d'iPod shuffle 2G.

Lors de la sortie initiale de la première et la seconde génération d'iPod shuffle, respectivement en 2005 et en 2006, Apple a offert à tous ses employés un iPod shuffle en cadeau,.
Comme d'autres modèles d'iPod, l'iPod shuffle a aussi été vendu par HP en Amérique du Nord, afin de toucher une clientèle tournée vers Windows. Seuls le service après-vente et la garantie changent, ceux-ci étant pris en charge par HP.
À la suite du succès quasi immédiat de l'iPod shuffle et d'une concurrence s'avérant peu rentable, les contrefaçons d'iPod shuffle se développent rapidement, particulièrement en Asie mais aussi en Europe. L'iPod shuffle est le premier iPod contrefait ; des contrefaçons d'iPod nano suivront peu après. De manière générale, les copies ne sont pas des répliques parfaites, certains modèles sont même équipés de fonctions qui n'existent pas sur l'original d'Apple. C'est avant tout le design qui est repris, le nom iPod et le logo Apple n'apparaissent pas. Ils sont souvent nommés simplement Lecteur MP3.